# Kandang (Samalanga)
Kandang is een bestuurslaag in het regentschap Bireuen van de provincie Atjeh, Indonesië. Kandang telt 646 inwoners (volkstelling 2010).